# Phenom'N (album de Keen'V)
Albums de Keen'V
Carpe diem
(2010)
Singles
1. À l'horizontale
Sortie : 6 novembre 2008

Phenom'N est le premier album de Keen'V sorti le 17 novembre 2008. Il contient 15 chansons.

## Liste des pistes
| 1.    | Jeux sensuels                               | 4:05 |
| 2.    | À l'horizontale                             | 3:46 |
| 3.    | Le Son qui bam bam                          | 3:12 |
| 4.    | Mytho                                       | 3:24 |
| 5.    | Je veux y retourner (à la pêche aux moules) | 3:55 |
| 6.    | J'ai mal                                    | 4:53 |
| 7.    | Born 2 Be Famous                            | 3:58 |
| 8.    | J'perds le control                          | 3:19 |
| 9.    | Keen'V Phenom'N                             | 3:22 |
| 10.   | Elle mérite                                 | 3:06 |
| 11.   | Désenchantées                               | 3:43 |
| 12.   | J'suis conscient                            | 4:05 |
| 13.   | Plein les oreilles                          | 3:37 |
| 14.   | Génération sexe, drogue et vodka            | 4:09 |
| 15.   | Alyzée                                      | 3:28 |
| 56:02 |                                             |      |

## Discographie dans les hit-parades
Albums
| Année | Album    | Meilleure position | Meilleure position | Label           | Certification | Notes               |
| Année | Album    | Belgique Fr        | France             | Label           | Certification | Notes               |
| ----- | -------- | ------------------ | ------------------ | --------------- | ------------- | ------------------- |
| 2011  | Phenom'N | —                  | 88                 | ULM / Universal |               | crédité sous Keen'v |

## Anecdotes
- Il se fait connaitre sur le net avec sa chanson À l’horizontale en 2008, chanson particulièrement explicite, tirée de son premier album baptisé Phenom'N, dont une grande partie des chansons fait référence à l'acte sexuel. Avec 2 millions de vues sur Youtube, Keen'V était incité à continuer. Il se produit dans plusieurs discothèques pour se faire connaître. C’est ainsi qu’il fait la rencontre de DJ Yaz qui lui propose de devenir son producteur[2]. Dans le même genre il sort un titre intitulé Jeux sensuels très écouté dans les discothèques de France.
- Le Son qui bam bam est uniquement dans la réédition de l'album.